# Stazione di Dobbiaco
La stazione di Dobbiaco (in tedesco Bahnhof Toblach) è una stazione ferroviaria della ferrovia della Val Pusteria posta nell'omonimo comune.

## Storia

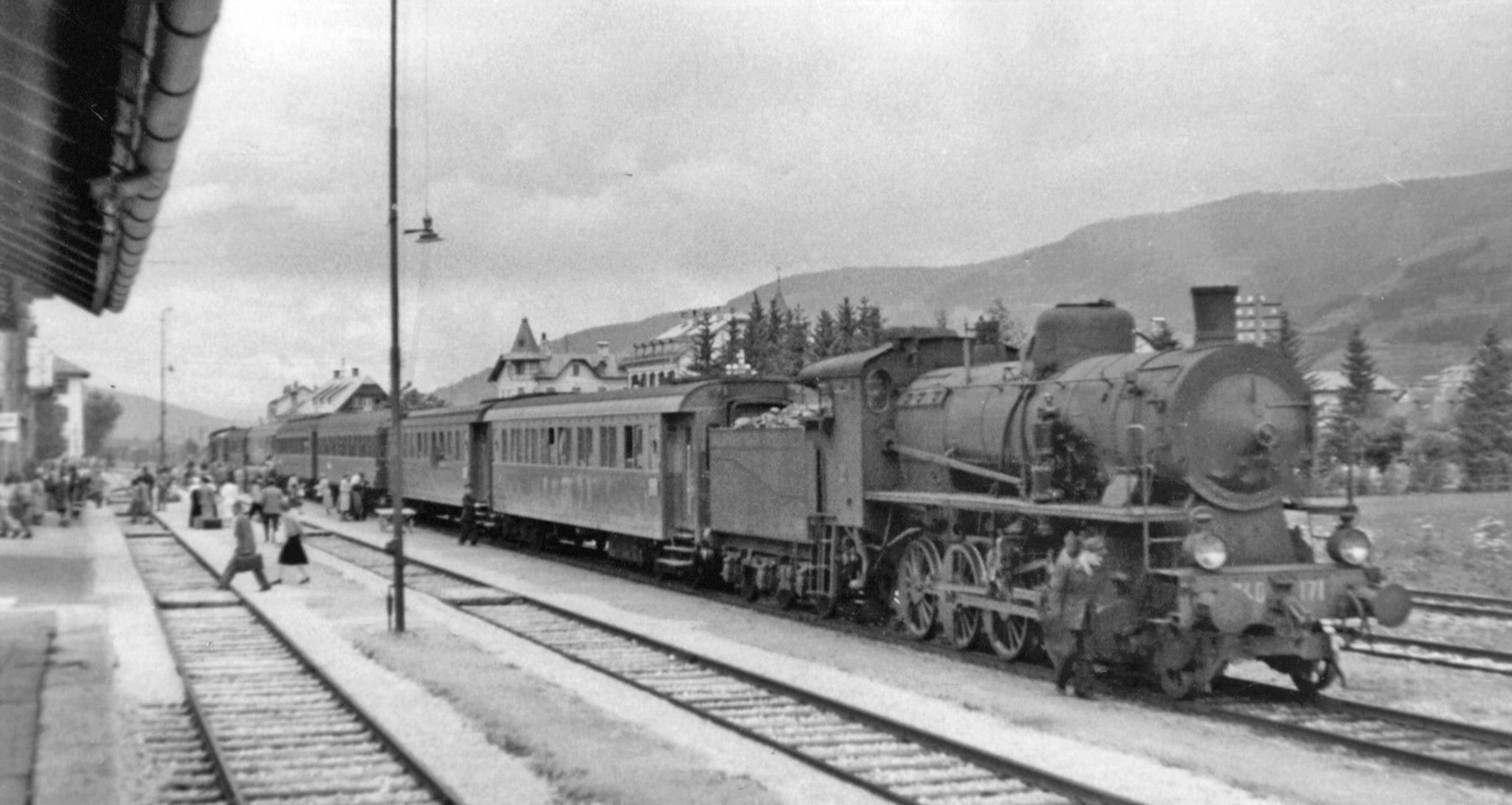
Un treno a vapore nel 1954

La stazione fu aperta il 20 novembre 1871 assieme al tronco Villaco-Fortezza della ferrovia carinziana. L'impianto fu gestito dall'Imperial Regia Privilegiata Società delle Ferrovie Meridionali dello Stato (in tedesco Südbahn) fino al termine della prima guerra mondiale, quando avvenne il passaggio alle Ferrovie dello Stato Italiane.
Tra il 1921 e il 1964 la stazione di Dobbiaco è stata affiancata dallo scalo della ferrovia elettrica a scartamento ridotto che congiungeva Dobbiaco a Cortina d'Ampezzo e a Calalzo: la ferrovia delle Dolomiti. La ferrovia delle Dolomiti aveva la sua stazione d'arrivo presso l'edificio che ospita l'ANA e il circolo culturale.

## Strutture e impianti

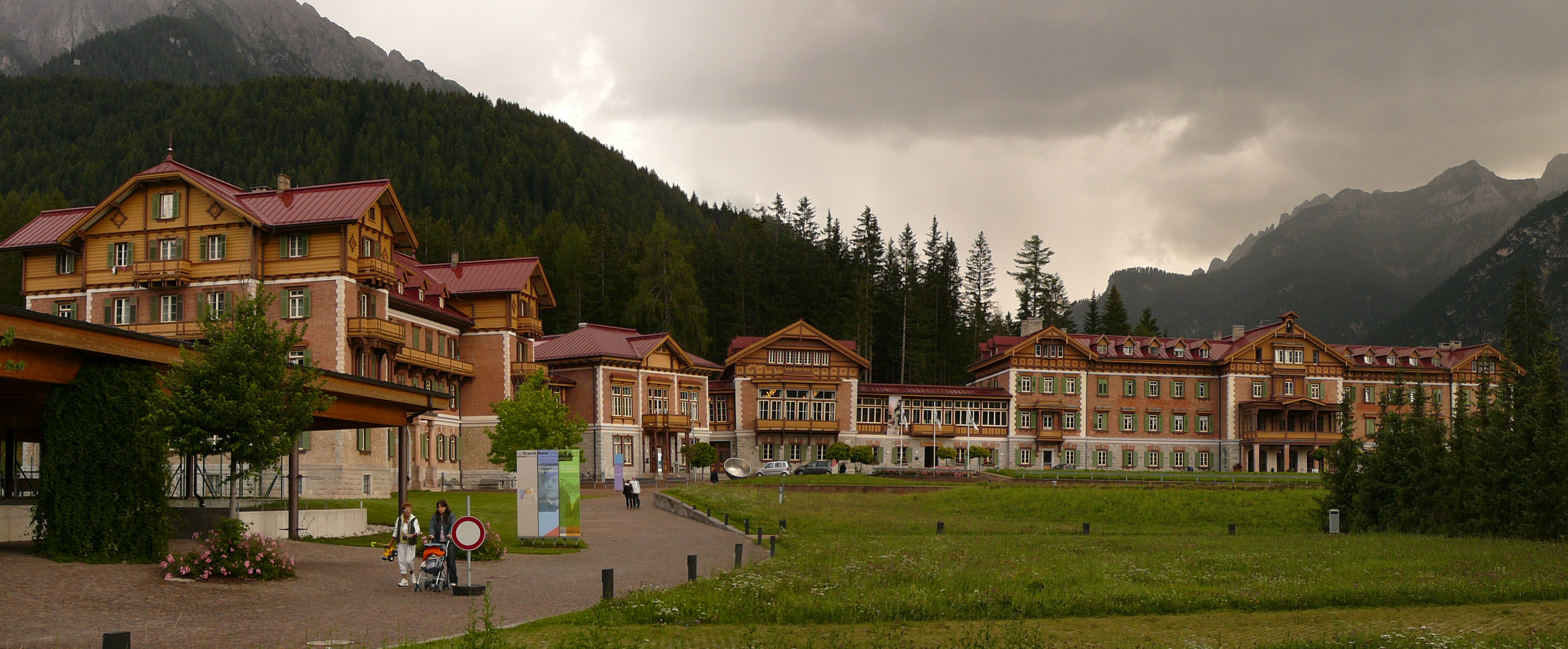
Il Grand Hotel, costruito dalla Südbahn, dopo il restauro negli anni 2000

La stazione fu costruita su progetto dell'architetto austriaco Wilhelm von Flattich.
La pianta della stazione, secondo i modelli dell'impero austro-ungarico, presenta una forma allungata con modeste profondità. I vani principali si sviluppano allineati uno accanto all'altro. Il corpo centrale, articolato su due piani, con le aperture delle finestre ordinate su tre assi, domina sulle ali centrali, tipica soluzione frequente in von Flattich. Un vano scala centrale collega il piano terra con quello superiore, mentre le facciate si concludono nelle eleganti forma del tetto. Tipico di questa stazione, ma anche di altre, è l'ampio vano d'entrata per i passeggeri situato centralmente e dimensionato in maniera tale che potesse accogliere un numero sufficiente di viaggiatori. Inizialmente sul lato ovest vi era una veranda con annesso giardino.
Dopo il 1877 Flattich decise di eliminare il giardino e costruire altre eleganti sale d'aspetto; oltre a ciò si costruirono i servizi igienici, l'ufficio postale e telegrafico, i locali di lavoro del personale.
A differenza delle altre stazioni, questa si distingue per i vari locali finemente dipinti, dato che si attendevano anche personaggi illustri.
La gestione degli impianti è ora affidata a Rete Ferroviaria Italiana.
Nel 2009 il piazzale binari è stato profondamente rinnovato: il loro numero è stato ridotto da quattro a due, ma a seguito di questo l'utenza vi può accedere grazie ad un sottopassaggio.
All'epoca della costruzione della ferrovia, nella zona collegata alla stazione, in cui sarebbe poi sorto l'abitato di Dobbiaco Nuova (Neutoblach), era stato costruito dalla medesima società che gestiva la ferrovia, la Società delle Ferrovie Meridionali (Südbahn), il Grand Hotel Dobbiaco, il cui nome originario era Südbahnhotel, all'epoca frequentato dalla nobiltà internazionale.

## Servizi
La stazione, che RFI classifica nella categoria silver, dispone di:
- Biglietteria automatica
- Sala d'attesa
- Servizi igienici
- Bar

## Interscambi
Adiacente alla stazione è presente una fermata delle autolinee urbane e interurbane.
- Fermata autobus

Tra il 1921 e il 1962 presso la stazione era possibile l'interscambio con i treni che percorrevano la ferrovia delle Dolomiti con capolinea nella stazione di Dobbiaco SFD.